# 영등포동
영등포동(永登浦洞)은 서울특별시 영등포구의 법정동·행정동 명칭이다.

## 역사
- 조선후기 영조 때 : 경기도 금천현 하북면 방학호리
- 조선후기 정조 때 : 경기도 시흥현 하북면 방학호리
- 1911년 4월 27일 경기도 시흥군 하북면 상방아곶리(신길지역), 경기도 시흥군 하북면 하방아곶리(영등포지역)
- 1914년 4월 1일 경기도 시흥군 북면 영등포리(하방아곶리와 중종리를 합침), 경기도 시흥군 북면 상방아곶리 (신길지역)
- 1917년 10월 1일 경기도 시흥군 영등포면 영등포리, 경기도 시흥군 북면 신길리
- 1936년 2월 14일 경성부 영등포출장소 영등포정(町), 경성부 영등포출장소 신길정(町)
- 1943년 6월 10일 경성부 영등포구역소 영등포정(町), 경성부 영등포구역소 신길정(町)
- 1946년 10월 1일 서울특별시 영등포구 영등포동부동, 서울특별시 영등포구 신길동
- 1955년 4월 18일 영등포구 영등포제1동[1], 영등포구 신길제2동[1]
- 1959년 10월 31일 영등포구 영등포제1동, 영등포구 신광동[2]
- 1975년 10월 1일 영등포구 영등포제1동, 영등포구 신길제2동[3]
- 2008년 9월 1일 영등포제1동과 신길제2동이 통합하여 영등포본동으로 명칭 변경

## 행정 구역
| 법정동      | 행정동     |
| ----------- | ---------- |
| 영등포동    | 영등포본동 |
| 신길동 일부 | 영등포본동 |
| 영등포동1가 | 영등포동   |
| 영등포동2가 | 영등포동   |
| 영등포동3가 | 영등포동   |
| 영등포동4가 | 영등포동   |
| 영등포동5가 | 영등포동   |
| 영등포동6가 | 영등포동   |
| 영등포동7가 | 영등포동   |
| 영등포동8가 | 영등포동   |

## 의료
- 한림대학교한강성심병원 (영등포동)
- 한림대학교의료원 재단본부 (학교법인일송학원) (당산동)

## 교육
- 서울영원초등학교
- 영원중학교
- 평양신학교
- 정립신학교
- 국제항공직업전문학교

## 교통
- 서울 지하철 5호선
  - 신길역 -- 영등포시장역
- 수도권 전철 1호선
  - 신길역 -- 영등포역

## 아파트
| 단지명              | 건설사     | 시행사                    | 주소                              | 입주        | 비고                          |
| ------------------- | ---------- | ------------------------- | --------------------------------- | ----------- | ----------------------------- |
| 영등포 경남아너스빌 | 경남기업   | 경남기업                  | 영등포구 양산로 177 (영등포동7가) | 1998년 11월 |                               |
| 영등포 삼환         | 삼환기업㈜ | 동아맨션아파트 재건축조합 | 영등포구 영중로 145 (영등포동8가) | 1999년 5월  | 영등포 동아맨션 재건축        |
| 영등포 푸르지오     | 대우건설   | 넥서스건설㈜              | 영등포구 도신로29길 28 (영등포동) | 2002년 5월  | 구 하이트맥주 영등포공장 부지 |